# فرانكو ماري
فرانكو ماري (بالإيطالية: Franco Mari)‏ هو ممثل إيطالي، ولد في 23 يناير 1947 في كريمونا في إيطاليا.

## وصلات خارجية
- فرانكو ماري على موقع IMDb (الإنجليزية)